# Heiteren
Heiteren település Franciaországban, Haut-Rhin megyében. Lakosainak száma 1068 fő (2022. január 1.). Heiteren Dessenheim, Obersaasheim, Geiswasser, Rustenhart és Nambsheim községekkel határos.

## Népesség
A település népességének változása:
| Lakosok száma | 1026 | 1044 | 1061 | 1040 | 1038 | 1036 | 1047 | 1066 | 1068 |
|               | 2013 | 2015 | 2016 | 2017 | 2018 | 2019 | 2020 | 2021 | 2022 |